# Santa Cruz de la Zarza
Santa Cruz de la Zarza és un municipi de Castella - la Manxa a la província de Toledo, prop de la província de Conca, carretera de Tarancón a Ocaña. Limita amb Villamanrique de Tajo i Fuentidueña de Tajo, al nord, en la província de Madrid; Villarrubia de Santiago i Villatobas, a l'oest; Corral de Almaguer i Cabezamesada, al sud; tots ells a Toledo; i Tarancón, Zarza de Tajo, Fuente de Pedro Naharro i Horcajo de Santiago, a l'est, a la província de Conca.
La seva població és de 4.594 habitants (2003). Tot i que les activitats agricoles van ser la base de la seva economia, de més en més creceix en relació amb la indústria, gràcies a la creació de fàbriques y tallers industrials.

## Demografia
| 1842  | 1877  | 1897  | 1900  | 1910  | 1920  | 1930  | 1940  | 1950  | 1960  |
| ----- | ----- | ----- | ----- | ----- | ----- | ----- | ----- | ----- | ----- |
| 3.371 | 3.896 | 4.050 | 4.325 | 4.671 | 5.382 | 5.954 | 6.220 | 6.358 | 5.618 |

| 1970  | 1981  | 1991  | 1996  | 2000  | 2001  | 2002  | 2003  | 2004  | 2005  | 2006  | 2007  |
| ----- | ----- | ----- | ----- | ----- | ----- | ----- | ----- | ----- | ----- | ----- | ----- |
| 4.226 | 4.217 | 4.302 | 4.439 | 4.392 | 4.505 | 4.511 | 4.594 | 4.681 | 4.764 | 4.814 | 4.775 |

## Administració
| Període      | Nom de l'alcalde/-essa                                          | Partit polític | Data de possessió |
| ------------ | --------------------------------------------------------------- | -------------- | ----------------- |
| 1979 - 1983  | Alfonso Martínez Trigo                                          | PCE            | 19/04/1979        |
| 1983 - 1987  | Manuel Figueroa Arias                                           | PSOE           | 28/05/1983        |
| 1987 - 1991  | Manuel Figueroa Arias                                           | PSOE           | 30/06/1987        |
| 1991 - 1995  | Manuel Figueroa Arias                                           | PSOE           | 15/06/1991        |
| 1995 - 1999  | Manuel Figueroa Arias (fins 1997) Amanda-Amparo García Carrillo | PSOE PSOE      | 17/06/1995        |
| 1999 - 2003  | Amanda-Amparo García Carrillo                                   | PSOE           | 03/07/1999        |
| 2003 - 2007  | Amanda-Amparo García Carrillo                                   | PSOE           | 14/06/2003        |
| 2007 - 2011  | Román Muñoz Sánchez                                             | PP             | 16/06/2007        |
| 2011 - 2015  | n/d                                                             | n/d            | 11/06/2011        |
| 2015 - 2019  | n/d                                                             | n/d            | 13/06/2015        |
| 2019 - 2023  | n/d                                                             | n/d            | 15/06/2019        |
| Des del 2023 | n/d                                                             | n/d            | 17/06/2023        |